# Джамбульський провулок (Київ)
Джамбу́льський провулок — зниклий провулок, що існував у Дніпровському районі міста Києва, місцевість Микільська слобідка. Пролягав від Білозерської вулиці до вулиці Євгена Маланюка. Прилучалася вулиця Юних Ленінців.

## Історія
Виник у першій половині XX століття (у 1920-ті — на початку 1930-х років) під назвою провулок Паризької Комуни. На карті 1943 року позначений як частина Древлянської вулиці, згодом знову називався провулком Паризької Комуни. Назву провулок Джамбула  отримав 1955 року, пізніше назва була змінена на Джамбульський провулок.
Ліквідований на межі 1980–90-х років у зв'язку зі знесенням старої забудови Микільської слобідки.
Окремі будинки продовжували існувати і після офіційної ліквідації провулку: № 4 проіснував до листопаду 2002, а останній будинок колишнього Джамбульського провулку — № 5 — проіснував до травня 2003 року.